# Vallonia eiapopeia
Vallonia eiapopeia war eine landlebende Schneckenart aus der Familie der Grasschnecken (Valloniidae). Die Art wurde 1996 erstmals anhand von in China gefundenen fossilen Gehäusen aus dem Turolium (oberes Neogen) beschrieben. 
Zur Wahl des ungewöhnlichen Namens gab der Erstbeschreiber Jochen Gerber folgende Erklärung: „bedeutungsloses Klangwort, welches besonders in Schlaf- und Wiegenliedern Verwendung findet“.

## Merkmale
Die dünnwandigen Gehäuse sind klein und annähernd scheibenförmig, nur schwach erhebt sich der Apex über den letzten Umgang. Der Durchmesser beträgt 2 bis 2,2 mm, die Höhe variiert von 0,95 bis 1,1 mm. Der Protoconch umfasst 1⅛ bis 1¼ der gesamten 3⅛ bis 3¼ Umgänge. Diese sind durch tiefe bis sehr tiefe Nähte voneinander abgesetzt. Die Umgänge des Teleoconch weisen schmale Rippen auf, die im Querschnitt faden- bis keilförmig und mäßig dicht angeordnet sind, an verschiedenen Gehäusen können sie unterschiedlich scharf hervortreten. In jedem Zwischenraum der Rippen finden sich rund drei deutliche und ebenmäßige Anwachsstreifen.
Die Umgänge nehmen bis zur Mündung mäßig rasch und gleichmäßig zu, im Querschnitt umgreifen sie einander nur wenig, allein der letzte Umgang ist entlang der in der Umgangsmitte liegenden Peripherie gleichmäßig gerundet. Der mäßig weite, runde und konzentrische Nabel nimmt nicht ganz ⅓ des maximalen Gehäusedurchmessers ein und nimmt bis zuletzt gleichmäßig zu. Der im Profil letzte Umgang verläuft anfangs meist horizontal, gelegentlich in gestreckter Linie schwach abwärts, zum Ende hin bzw. kurz vor der Mündung knickt er stark nach unten weg.
Die stark gegen die Gehäuseachse gekippte Mündung ist in der Aufsicht fast kreisförmig. Die durch einen deutlich ausgeprägten, eingebuchteten Kallus verbundenen Insertionen sind einander stark genähert. Innen weist die Mündung eine ringförmige, abgesetzte, mäßig verdickte Lippe auf; zwischen ihr und dem Mundsaum verläuft üblicherweise eine seichte Furche. Der Mundsaum ist oben nur leicht erweitert, außen und vor allem unten deutlich und sehr rasch erweitert.

## Stratigraphie, geographische Verbreitung und Lebensraum
Vallonia eiapopeia wurde in der Zone MN 13 des Turolium gefunden; der Fund stammt von Ertemte, Bezirk Huade, Innere Mongolei (China). Das Turolium wird heute mit dem oberen Teil der chronostratigraphischen Stufe des Messinium (oberes Miozän) und dem basalen Zancleum (unteres Pliozän) korreliert. Bisher sind nur fünf Exemplare gefunden worden, die alle von der Typlokalität und dem Stratum typicum stammen.
Dort fand sie sich vergesellschaftet mit der verwandten Vallonia patens tralala. Anhand zahlreicher ebenfalls gefundener Wirbeltierfossilien konnte ein Bild des Lebensraums gezeichnet werden. Danach handelte es sich um die Umgebung eines Süßwassersees mit einer diversen, hygrophilen Vegetation. Diese bestand aus teils hohen Bäumen, Buschwerk und einer üppigen krautigen Vegetationsschicht am Seeufer. Diese feuchte Uferlandschaft wiederum war von einer trockenen Steppenlandschaft umgeben. Ähnliche Habitate werden noch heute von anderen, nahe verwandten Vallonia-Arten (Vallonia patens, Vallonia kamtschatica, Vallonia pulchellula, Vallonia tokunagai) in feuchteren Regionen östlich und nordöstlich des Fundorts besiedelt.

## Systematik und Nomenklatur
Die Art wurde 1996 von Jochen Gerber im Rahmen seiner Revision der Gattung Vallonia erstbeschrieben. Der Erstbeschreibung lagen Aufsammlungen zugrunde, die von Volker Fahlbusch und Gerhard Storch 1980 an der Typlokalität gemacht wurden. Sie gilt als verwandt mit der ebenfalls obermiozänen, westpaläarktischen Vallonia subcyclophorella.
Der Bezug des Artnamens zur Art ist unklar, ist aber hergeleitet vom deutschen „eiapopeia“ als „bedeutungsloses Klangwort, welches besonders in Schlaf- und Wiegenliedern Verwendung findet“. Im gleichen Text beschrieb Gerber noch weitere Arten mit solch ungewöhnlichen Namen, die sich allerdings nur Sprechern der Deutschen Sprache erschließen.

## Nachweise
1. 1 2 3 4 5 6  Jochen Gerber: Revision der Gattung „Vallonia“ Risso 1826 (Mollusca: Gastropoda: Valloniidae). In: Schriften zur Malakozoologie 8, S. 144–145
2. ↑  Volker Fahlbusch, Zhuding Qiu und Gerhard Storch: The Neogene mammalian faunas of Ertemte and Harr Obo in Nei Mongol, China. 1. Report on field work in 1980 and preliminary results. Scientia Sinica, (B) 26: 205–224, Beijing 1983 ISSN 0253-5823